# 铀酸钠
铀酸钠是一种无机化合物，化学式为Na2UO4，具有放射性。它可由氢氧化钠和三氧化铀反应制得；或通过过氧化钠和二氧化铀反应得到，但该反应会同时生成其它钠的铀酸盐；铀酰钠复盐在氧气中热分解，可以得到铀酸钠。它和氟化氢反应，生成NaUO2F3、Na3UO2F5和水；和盐酸反应，生成NaCl、UO2Cl2和水。它和五氧化二钒以3:2计量比在800 °C反应，可以得到Na6(UO2)5(VO4)2O5晶体。

## 拓展阅读
- L.W. Gray, W.J. Kerrigan. . Journal of Inorganic and Nuclear Chemistry. 1976-01, 38 (9): 1641–1644  [2022-07-31]. doi:10.1016/0022-1902(76)80651-3. （原始内容存档于2018-06-22） （英语）.